# 萨姆斯
萨姆斯是德国石勒苏益格－荷尔斯泰因州的一个市镇。总面积5.94平方公里，总人口377人，其中男性185人，女性192人（2011年12月31日），人口密度63人/平方公里。